# カルバジド
カルバジド(Carbazide)は、RNH-NH(C=O)NH-NHRという一般式を持つ官能基である。炭酸とヒドラジンを縮合することで得られる。最も単純なカルバジドはカルボヒドラジドであり、また別の一般的なカルバジドとして、分析試薬として用いられるジフェニルカルバジドがある。
ジフェニルカルバジドは、6価のクロムイオンとともに強い青色となる。この吸光係数は、約3400である。これは、非常に少量のクロムを検出できるということであり、25mlの溶液中に25μgが存在すると、色が濃すぎて分光装置が読み取れないほどである。

## チオカルバジド
硫黄アナログはチオカルバジドと呼ばれ、最も単純な例は、チオカルボヒドラジドである。

## カルバゾンとチオカルバゾン
カルバゾンは、部分酸化されたカルバジドであり、その一般式は、R=NNH(C=O)NH-NHRである。硫黄アナログはチオカルバゾンと呼ばれ、例としてジチゾン（ジフェニルチオカルバゾン）がある。